# Tolna (Dakota del Norte)
Tolna es una ciudad ubicada en el condado de Nelson en el estado estadounidense de Dakota del Norte. En el censo de 2010 tenía una población de 166 habitantes y una densidad poblacional de 84,44 personas por km².

## Geografía
Tolna se encuentra ubicada en las coordenadas 47°49′33″N 98°26′19″O / 47.82583, -98.43861. Según la Oficina del Censo de los Estados Unidos, Tolna tiene una superficie total de 1.97 km², de la cual 1.97 km² corresponden a tierra firme y (0%) 0 km² es agua.

## Demografía
Según el censo de 2010, había 166 personas residiendo en Tolna. La densidad de población era de 84,44 hab./km². De los 166 habitantes, Tolna estaba compuesto por el 96.99% blancos, el 0% eran afroamericanos, el 1.81% eran amerindios, el 0% eran asiáticos, el 0% eran isleños del Pacífico, el 0% eran de otras razas y el 1.2% pertenecían a dos o más razas. Del total de la población el 0% eran hispanos o latinos de cualquier raza.